# Bello (Asturien)
Bello (asturisch Beyo) ist eines von 18 Parroquias in der Gemeinde Aller der autonomen Region Asturien in Spanien.

## Geographie
Die Stadt mit ihren 280 Einwohnern (2011) hat eine Grundfläche von 16,20 km². Bello liegt auf 500 m. Die nächstgrößere Ortschaft ist das vier Kilometer entfernte Cabañaquinta, Hauptort und Verwaltungssitz der Gemeinde Aller.

## Zugehörige Ortsteile und Weiler (barrios)
- La Txera
- Cimavitxa
- Fon de Vitxa
- Turgán
- El Cascayu
- El Caleyón
- La Foyaca
- Cenal
- La Corte
- Cacabietxo
- Vela la Foyaca.

## Klima
Angenehm milde Sommer mit ebenfalls milden, selten strengen Wintern. In den Hochlagen können die Winter durchaus streng werden.

## Fiestas und Veranstaltungen
- Jährlich am 3. Februar das Fest Santo Maero
- Jährlich am 19. März das Fest San José
- Jährlich am 4. Dezember das Fest Santa Bárbara